# Polypoetes villia
Polypoetes villia är en fjärilsart som beskrevs av Druce 1897. Polypoetes villia ingår i släktet Polypoetes och familjen tandspinnare. Inga underarter finns listade i Catalogue of Life.